# フォ＝ラ＝モンターニュ
フォ＝ラ＝モンターニュ（フランス語: Faux-la-Montagne）はフランスのコミューンであり、フランス中部、ヌーヴェル＝アキテーヌ地域圏のクルーズ県に位置する。

## アサイラムシーカーの受け入れ
2018年, フォ＝ラ＝モンターニュ住民を含む多数の抗議により、スーダンからのアサイラムシーカーをイタリアへの追放としたフランス当局がその決定を取り消し、庇護の申請までは許可すると変更した。